# Indianapolis 500 2007
Indianapolis 500 2007 var ett race som vanns av Dario Franchitti före Scott Dixon. Loppet avbröts på grund av regn efter 162 av 200 varv, och eftersom Franchitti ledde vid tillfället deklarerades han som vinnare.

## Kvalresultat
| Plats | Förare            | Team                     | Fart (mph) |
| ----- | ----------------- | ------------------------ | ---------- |
| 1     | Hélio Castroneves | Team Penske              | 225.817    |
| 2     | Tony Kanaan       | Andretti Green Racing    | 225.757    |
| 3     | Dario Franchitti  | Andretti Green Racing    | 225.191    |
| 4     | Scott Dixon       | Chip Ganassi Racing      | 225.122    |
| 5     | Sam Hornish Jr.   | Team Penske              | 225.109    |
| 6     | Dan Wheldon       | Chip Ganassi Racing      | 224.641    |
| 7     | Ryan Briscoe      | Team Penske              | 224.410    |
| 8     | Danica Patrick    | Andretti Green Racing    | 224.076    |
| 9     | Marco Andretti    | Andretti Green Racing    | 223.299    |
| 10    | Tomas Scheckter   | Vision Racing            | 222.877    |
| 11    | Michael Andretti  | Andretti Green Racing    | 222.789    |
| 12    | Scott Sharp       | Rahal Letterman Racing   | 223.875    |
| 13    | Jeff Simmons      | Rahal Letterman          | 223.693    |
| 14    | Ed Carpenter      | Vision Racing            | 223.495    |
| 15    | Darren Manning    | A.J. Foyt Enterprises    | 223.471    |
| 16    | Buddy Rice        | Dreyer & Reinbold Racing | 222.820    |
| 17    | Kosuke Matsuura   | Panther Racing           | 222.595    |
| 18    | A.J. Foyt IV      | Vision Racing            | 222.413    |
| 19    | Vitor Meira       | Panther Racing           | 222.333    |
| 20    | Davey Hamilton    | Vision Racing            | 222.327    |
| 21    | Sarah Fisher      | Dreyer & Reinbold Racing | 221.960    |
| 22    | Buddy Lazier      | Sam Schmidt Motorsports  | 221.380    |
| 23    | Roger Yasukawa    | Dreyer & Reinbold Racing | 222.654    |
| 24    | John Andretti     | Panther Racing           | 221.756    |
| 25    | Al Unser Jr.      | A.J. Foyt Enterprises    | 220.876    |
| 26    | Alex Barron       | Beck Motorsports         | 220.471    |
| 27    | Jon Herb          | Racing Professional      | 220.108    |
| 28    | Jaques Lazier     | Playa Del Racing         | 219.409    |
| 29    | Milka Duno        | SAMAX Motorsports        | 219.228    |
| 30    | Marty Roth        | Roth Racing              | 218.922    |
| 31    | Roberto Moreno    | Chastain Motorsports     | 220.299    |
| 32    | Richie Hearn      | Hemelgarn Racing         | 219.860    |
| 33    | Phil Giebler      | Playa Del Racing         | 219.637    |

Ej kvalificerade
- P.J. Jones
- Jimmy Kite

## Slutställning
| Plats | Förare            | Team                     | Grid |
| ----- | ----------------- | ------------------------ | ---- |
| 1     | Dario Franchitti  | Andretti Green Racing    | 3    |
| 2     | Scott Dixon       | Chip Ganassi Racing      | 4    |
| 3     | Hélio Castroneves | Team Penske              | 1    |
| 4     | Sam Hornish Jr.   | Team Penske              | 5    |
| 5     | Ryan Briscoe      | Luczo-Dragon Racing      | 7    |
| 6     | Scott Sharp       | Rahal Letterman Racing   | 12   |
| 7     | Tomas Scheckter   | Vision Racing            | 10   |
| 8     | Danica Patrick    | Andretti Green Racing    | 8    |
| 9     | Davey Hamilton    | Vision Racing            | 20   |
| 10    | Vitor Meira       | Panther Racing           | 19   |
| 11    | Jeff Simmons      | Rahal Letterman Racing   | 13   |
| 12    | Tony Kanaan       | Andretti Green Racing    | 2    |
| 13    | Michael Andretti  | Andretti Green Racing    | 11   |
| 14    | A.J. Foyt IV      | Vision Racing            | 18   |
| 15    | Alex Barron       | Beck Motorsports         | 26   |
| 16    | Kosuke Matsuura   | Panther Racing           | 17   |
| 17    | Ed Carpenter      | Vision Racing            | 14   |
| 18    | Sarah Fisher      | Dreyer & Reinbold Racing | 21   |
| 19    | Buddy Lazier      | Sam Schmidt Motorsports  | 22   |
| 20    | Darren Manning    | A.J. Foyt Enterprises    | 15   |
| 21    | Roger Yasukawa    | Dreyer & Reinbold Racing | 23   |
| 22    | Dan Wheldon       | Chip Ganassi Racing      | 6    |
| 23    | Richie Hearn      | Hemelgarn Racing         | 32   |
| 24    | Marco Andretti    | Andretti Green Racing    | 9    |
| 25    | Buddy Rice        | Dreyer & Reinbold Racing | 16   |
| 26    | Al Unser Jr.      | A.J. Foyt Enterprises    | 25   |
| bröt  | Jaques Lazier     | Playa Del Racing         | 28   |
| bröt  | Marty Roth        | Roth Racing              | 30   |
| bröt  | Phil Giebler      | Playa Del Racing         | 33   |
| bröt  | John Andretti     | Panther Racing           | 24   |
| bröt  | Milka Duno        | SAMAX Motorsport         | 29   |
| bröt  | Jon Herb          | Racing Professionals     | 27   |
| bröt  | Roberto Moreno    | Chastain Motorsports     | 31   |